# Cercosaura eigenmanni
Cercosaura eigenmanni — вид ящірок родини гімнофтальмових (Gymnophthalmidae). Мешкає в Південній Америці. Вид названий на честь американського зоолога Карла Айгенмана.

## Поширення і екологія
Cercosaura eigenmanni мешкають в Бразилії, Болівії і Перу. Вони живуть у вологих рівнинних тропічних лісах, на сонячних галявинах, серед опалого листя. Зустрічаються на висоті від 200 до 700 м над рівнем моря.